# 877 Walkure
Walkure (asteroide 877) é um asteroide da cintura principal com um diâmetro de 38,41 quilómetros, a 2,0871421 UA. Possui uma excentricidade de 0,1605801 e um período orbital de 1 432,04 dias (3,92 anos).
Walkure tem uma velocidade orbital média de 18,88888718 km/s e uma inclinação de 4,25647º.
Este asteroide foi descoberto em 13 de Setembro de 1915 por Grigory Neujmin.